# Дуги зидови
Дуги зидови (грчки: Μακρά Τείχη) у старој Грчкој су служили за повезивање града и његове луке. Грађени су са циљем да омогуће приступ мору приликом опсаде града. Израз "Дуги зидови" данас се најчешће користи како би се описали атински бедеми који су је повезивали са лукама Пиреј и Фалер. Сличне зидове имали су и Коринт и Мегара. 

## У 5. веку п. н. е.
Атински Дуги зидови саграђени су средином 5. века п. н. е. Оригинални зидови уништени су током Грчко-персијских ратова, приликом персијског освајања Атине (480. п. н. е.). Након протеривања Персијанаца из Европе, Атињани су приступили обнови својих бедема. Спартанци су покушали да их спрече у томе, али је Темистокле одуговлачењем у преговорима купио време током којег су зидови изграђени. 
Почетком педесетих година 5. века п. н. е. Атињани улазе у сукоб са Егином и Коринтом (Први пелопонески рат). У периоду од 462. до 458. п. н. е. изградили су још два зида. Спартанци су наложили да се зидови поруше. Атињани су одбили захтев што је резултирало битком код Танагре у којој Спартанци односе победу, али не успевају да сруше бедеме. Победом Атињана у бици код Енофите, спартански успеси код Танагре су поништени. 

## Током Пелопонеског рата
Бедеми су одиграли важну улогу током Пелопонеског рата. Приликом Архидамових похода на Атику, сви њени становници склонили су се у атинске бедеме што је изазвало кугу која је однела 15% атинске војске (4400 хоплита) укључујући и стратега Периклеа. Бедеми су, међутим, заштитили град. Спартанци нису успели да их пробију. Последњи спартански напад на Атику током Архидамовог рата извршен је 429. године п. н. е. Увидевши да не могу пробити бедеме, Спартанци су променили тактику.
Током Сицилијанске експедиције, Алкибијад је прешао на страну Спарте и предложио краљевима да освоје Декелеју, дему на око 2 километра удаљену од Атине. Спартански краљ Агис I 413. године п. н. е. упада у Атику и утврђује Декелеју. За Атину је то била права катастрофа будући да је Декелеја доминирала путем за Ороп, али и за Еубеју, најзначајнији атински посед. Сама Еубеја доносила је Атини више прихода од читаве Атике. Бедеми су сада били кључни по опстанак Атине. Освајање Декелеје лишио је Атињане бављења пољопривредом. Сада се сва храна морала увозити преко луке Пиреј која је са Атином била повезана бедемима. Атињани су укинули форос и увели порез од 5% на сву робу која се превози морем. 
Након пораза Атине у бици код Егоспотама (404. п. н. е.), Лисандар и спартански краљеви опседају Атину. Олигарси извршавају преврат и убијају последњег великог присталицу радикалне демократије - Клеофонта. Потом су позвали Спартанце на мир. Један од услова потписивања мира био је и рушење Дугих зидова. Услови су прихваћени, а Лисандар улази у Пиреј. Зидови су рушени удруженим снагама Спартанаца и Атињана уз музику фруле. 

## Обнова зидова
Поход Десет хиљада био је узрок за избијање Спартанско-персијског рата. Спартански краљ Агесилај покреће поход на Малу Азију 396. године п. н. е. У немогућности да му се супротставе, сатрапи Титрауст и Фарнабаз шаљу Тимократа са Родоса да у Грчкој заговара устанак против Спарте. Тимократов задатак није био тежак с обзиром да је у Хелади већ владало нерасположење против спартанске хегемоније. Заједнички непријатељ приближио је Атину у Персију. Главни атински савезник персије био је Конон, командант Атињана код Егоспотама и заклети непријатељ Спартанаца. Након велике победе код Книда (која је ликвидирала све тековине Спартанаца остварене након битке код Егоспотама), Конон је добио финансијску помоћ од персијског цара намењену за обносу Дугих зидова. 
Изградња је ишла великом брзином, а Атињанима су помагали и остали савезници: Аргос, Коринт и Теба. Персија у међувремену мења политику (што је заслуга дипломате Анталкиде). Артаксеркс је 486. године п. н. е. наметнуо свим Грцима тзв. "Царски мир". Њиме је персија постала покровитељ спартанске хегемоније и заштитник аутономије свих грчких полиса (сем чланица Пелопонеског савеза). Међутим, Дуги бедеми нису поново срушени. Атина је због тога у наредном периоду постала центар антилаконског расположења у Грчкој. 

## У 4. веку п. н. е.
Године 379. п. н. е. Беоћани подижу устанак против Спарте под вођством Пелопиде и Епаминонде. Након неуспешног похода на Тебу, спартански хармост Сфордија покреће поход на луку Пиреј. Сви атински грађани устали су и са оружјем бранили Дуге зидове. Сфордија се морао повући, а Атина је искористила поход као повод за формирање Другог атинског поморског савеза и објаву рата Спарти. Након Тебанске хегемоније, Атина поново успоставља хегемонију у Грчкој. Обнова атинске моћи смањила је значај Дугих зидова јер је Атина сада могла одолити опсади и са копна. Напреднија опсадна техника учинила је да Дуги бедеми постану опасно рањиви. Ојачања Дугих бедема нису помогла Атињанима у рату са Македонцима. Бедеми су изгубили значај у другом половини 4. века п. н. е. 